# Emirato di Tbilisi
L'Emirato di Tbilisi (in arabo إمارة تبليسي‎?, Imarāt Tiflisi; in georgiano თბილისის საამირო?, Tbilisis Saamiro) fu uno Stato sito nell'odierna Georgia orientale tra il 736 ed il 1122. Fondato dagli arabi durante le loro incursioni nelle terre georgiane, l'emirato rappresentò un importante avamposto del dominio islamico nel Caucaso fino alla riconquista georgiana guidata dal re Davide IV nel 1122. Da quel momento Tbilisi assurse al rango di capitale della Georgia.

## Storia

### Le incursioni arabe
Nei primi decenni del VII secolo gran parte dell'odierna Georgia si trovava sotto l'autorità del Principato d'Iberia. Questo Stato, al pari di quelli che lo avevano preceduto, era in continua disputa con le due principali potenze del tempo, l'Impero bizantino e quello dei sasanidi, al fine di garantirsi la propria indipendenza. Conseguenza di ciò fu la frequenza dei cambi di alleanza, fin quando l'imperatore bizantino Eraclio I, nel corso della terza guerra persiano-turca, assediò Tbilisi ed impose il pro-bizantino Adarnase I come principe d'Iberia. Tuttavia, quasi in contemporanea, ebbe avvio l'espansione islamica nel Medio Oriente, la quale finì per sconvolgere il quadro internazionale.
Le prime incursioni arabe in Georgia si verificarono tra il 642 ed il 645, durante la conquista della Persia. Le incursioni si trasformarono ben presto in un'invasione su larga scala, che condusse alla presa di Tbilisi nel 645. Il principe d'Iberia Stefano II fu quindi costretto a riconoscere la signoria del Califfato dei Rashidun. Tuttavia, la regione continuò a rimanere marginale agli occhi del Califfatto e, anche se ufficialmente integrata nella neonata provincia di Arminiya, i sovrani locali poterono giovarsi di maggiore autonomia rispetto a quanto accaduto sotto i precedenti protettorati bizantini e sasanidi.
Nei primi decenni della propria esistenza, il Califfato era politicamente instabile e non aveva ancora sviluppato un sistema amministrativo capace di tenere sotto controllo i numerosi territori conquistati. La principale manifestazione del potere arabo sulla regione fu un comando di tipo religioso: il pagamento di una tassa (per i territori sotto controllo diretto) o di un tributo (per gli Stati vassalli) a carico dei non islamici, chiamato "Jizya". Il pagamento simboleggiava la sottomissione allo Stato islamico, ma per i cristiani del Caucaso era anche una via per evitare nuove invasioni o spedizioni punitive arabe. In Iberia come in Armenia, le rivolte contro il tributo divennero frequenti nella seconda metà del VII secolo, ogni qual volta la nobiltà locale ed i principi percepivano la debolezza politica del Califfato. La rivolta più significativa, che travolse l'intera regione caucasica, si verificò tra il 681 ed il 682, ed in terra georgiana fu guidata dal principe Adarnase II. Dopo due anni di lotta, la rivolta fu sedata, mentre Adarnase II fu ucciso e sostituito da Guaram II, nominato dagli arabi.
Nel loro obiettivo di affermare il proprio dominio sull'Iberia, gli arabi dovettero contrastare le altre grandi potenze della regione, ossia l'Impero bizantino ed il Khanato di Khazaria. Quest'ultimo governava sulle steppe a nord del Gran Caucaso ed aveva iniziato a giocare il proprio ruolo nella regione sin dall'inizio del VII secolo, quando si associò ai bizantini contro la Persia. Successivamente, i khazari fermarono con successo le armate musulmane in una serie di guerre, ma al tempo stesso aiutarono gli arabi a sopprimere la rivolta del 681-682. In sostanza, le terre georgiane si trovarono strette in mezzo alle contese tra arabi e khazari. Nel frattempo i bizantini, che non avevano ancora rinunciato all'idea di ristabilire la propria signoria sull'Iberia, rafforzarono il proprio controllo sulle regioni costiere dell'Abcasia e di Egrisi, non ancora raggiunte dagli arabi. Attorno al 685 l'imperatore Giustiniano II Rinotmeto concluse una tregua con il califfo, attraverso cui i due sovrani si accordarono per il possesso congiunto dell'Iberia e dell'Armenia. Ciononostante, la vittoria araba nella battaglia di Sebastopolis (692) sconvolse l'equilibrio e condusse ad una nuova conquista musulmana dell'Armenia, nonché alla caduta del Regno di Egrisi (Lazica). Sì stabilì quindi un nuovo status quo, maggiormente favorevole agli arabi.

### L'ascesa dell'Emirato
Attorno al 730 due fattori condussero al cambiamento nella politica omayyade verso la Georgia. In primo luogo, i khazari erano riusciti ad invadere il territorio persiano, giungendo fino a Mosul, prima di essere sconfitti. Gli Stati cuscinetto del Caucaso si rivelarono incapaci di impedire questa invasione. In secondo luogo, sovrani cristiani locali come Guaram III continuavano a mantenere contatti con i bizantini, sperando nel loro intervento. Da parte sua, l'Impero bizantino si trovava però in un periodo di debolezza e, in confronto ai khazari, era meno minaccioso per gli arabi. Tra il 732 ed il 733 il califfo Hisham ibn 'Abd al-Malik quindi nominò Marwan governatore dell'Armenia e dell'Arran, con il compito di fare guerra ai khazari e di sottomettere la Georgia.
La campagna militare fu devastante per la Georgia. Marwan non si limitò ad invadere la Cartalia, come già fatto dai suoi predecessori, ma spinse le proprie armate a caccia dei principi georgiani in ritirata verso occidente, dalla Meschezia fino all'Abcasia. Qui, Marwan assediò la fortezza di Anacopia, dove stazionavano Archil di Cachezia, suo fratello Mihr e Leone I d'Abcasia. Tuttavia, le armate arabe non riuscirono a prendere la fortezza e furono costrette a ripiegare. Secondo lo storico Cyril Leo Toumanoff, proprio la Georgia occidentale, a quel tempo dipendente dall'Impero bizantino, rappresentava il principale obiettivo della campagna, mentre il Principe d'Iberia Guaram III avrebbe supportato le forze arabe per respingere i khazari, rei di aver devastato le sue terre. Ad ogni modo, una volta abbandonata la Georgia occidentale, Marwan installò un emiro arabo a Tbilisi (736) e poi diresse le proprie armate contro i khazari (737). Quest'invasione segnò profondamente la memoria collettiva dei georgiani, i quali soprannominarono Marwan con l'appellativo "il Sordo".

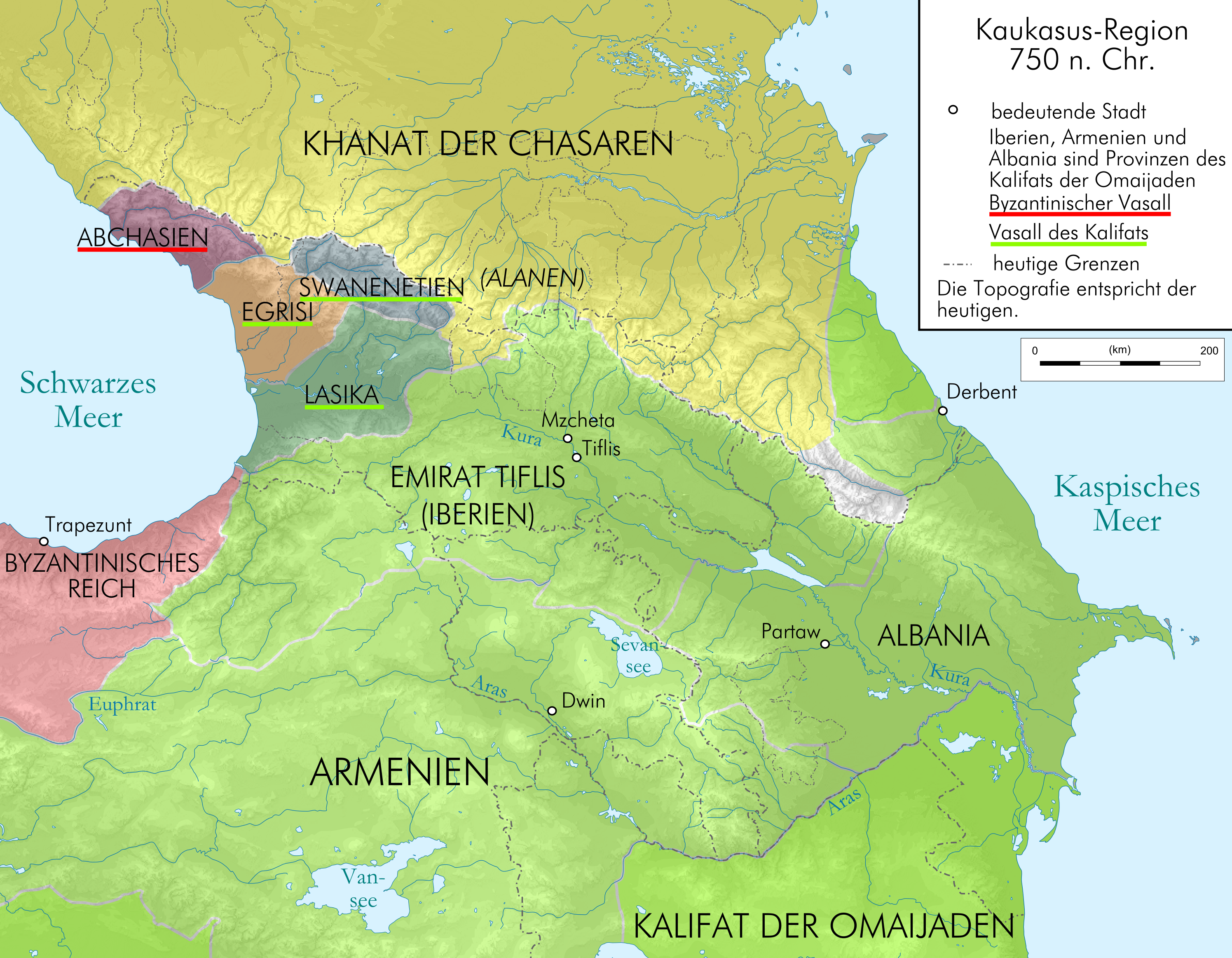
La regione del Caucaso nel 750

Il nuovo emirato si trovò subito coinvolto in una contesa con la restante nobiltà georgiana e con il Principato d'Iberia, che non era stato completamente abolito. Nel 744 Marwān II divenne califfo, ma alla sua morte la dinastia omayyade cessò di esistere. Ciò condusse ad una guerra civile nell'impero islamico e permise ai cristiani del Caucaso di chiedere nuovamente aiuto a Costantinopoli. Le speranze georgiane furono però annullate dopo che gli abbasidi riuscirono a conquistare la guida del Califfato. La nuova dinastia si dimostrò meglio organizzata degli omayyadi e più abile nel reclamare tributi ed imporre la propria autorità sulle regioni di confine. In Georgia ciò fu provato nel 786, quando il wali del Caucaso, Khuzayma ibn Khazim, soppresse nel sangue una ribellione della nobiltà locale. Fu ucciso, tra gli altri, anche il principe Archil di Cachezia, reo di avere rifiutato di convertirsi all'Islam.
Da quel momento la bilancia del potere locale tra arabi e georgiani divenne più favorevole ai primi. A ciò contribuì l'estinzione delle antiche dinastie iberiane dei guaramidi e dei cosroidi, evento che garantì più potere agli emiri di Tbilisi. Inoltre, l'economia rurale fu rovinata dalle frequenti invasioni, fino al punto che molte regioni vennero spogliate delle proprie popolazioni, uccise o in fuga verso l'Impero bizantino. Il declino delle campagne si accompagnò alla prosperità di diverse città, in particolare della stessa Tbilisi. La capitale divenne un importante punto di snodo mercantile tra il mondo islamico e l'Europa nord-orientale, cosa che la condusse a divenire la seconda città più popolosa del Caucaso dopo Derbent. Tbilisi funse inoltre da avamposto e provincia cuscinetto contro bizantini e khazari. Anche dal punto di vista religioso la capitale finì per islamizzarsi, sebbene l'influenza musulmana fu strettamente confinata alla città, mentre i dintorni rimasero cristiani.
Alcune regioni della Georgia, lontane dalle città principali e dalle rotte commerciali, mantennero un alto grado di autonomia, specialmente nell'area occidentale. In questa parte della Georgia, tra il Klarjeti e la Meschezia, emerse a metà dell'VIII secolo la dinastia dei Bagration, detti anche "bagratidi georgiani". Essi acquisirono il controllo di gran parte delle terre appartenute all'estinta dinastia guaramide, instaurando il proprio dominio sul Tao-Klarjeti. Ben presto i Bagration divennero rivali dell'Emirato per il controllo della Georgia. Allo scopo di affermare la propria autorità, essi poterono contare sia sull'intervento bizantino che sui dissensi tra gli arabi. Nell'809 l'emiro di Tbilisi Ismail ibn Shuab, approfittando della guerra civile abbaside, proclamò la propria indipendenza dal Califfato, il quale cercò l'aiuto dei principi georgiani contro la ribellione ed arruolò i Bagration contro l'emiro. Nell'813 il capo della dinastia, Ashot I, ripristinò l'autorità del Principato d'Iberia (da allora detta anche Cartalia). Egli ricevette il riconoscimento sia del califfo che dei bizantini, i quali gli conferirono il titolo ufficiale di curopalate. Questo nuovo equilibrio di potere tra l'Emirato le terre indipendenti dei Bagration continuò nei decenni seguenti, con il califfo pronto a supportare l'una o l'altra parte, a seconda del grado di minaccia alla propria autorità di volta in volta rappresentato dai due Stati. Ciò consentì maggiore autonomia alle regioni georgiane, fino al punto che la Cachezia riuscì a guadagnarsi l'indipendenza sia dall'Iberia che dall'Emirato. Allo stesso tempo, i Bizantini persero i loro ultimi protettorati costieri, mentre crebbe l'autorità del Regno d'Abcasia.

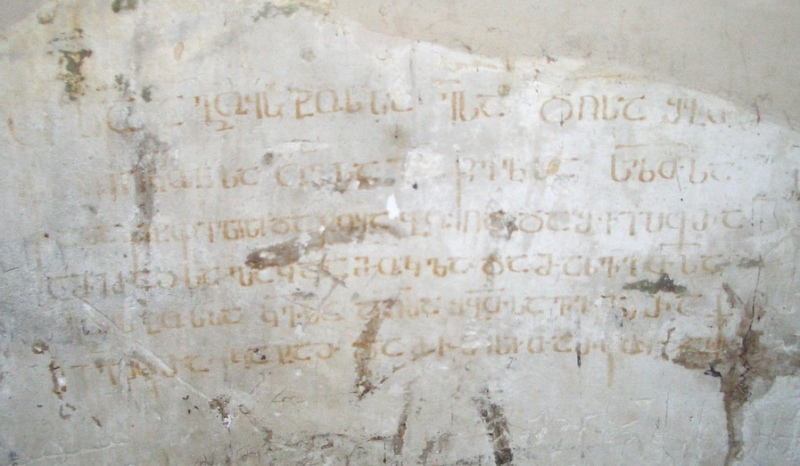
Iscrizione relativa al sacco di Tbilisi

Dall'833, sotto la guida di Ishaq ibn Ismail, l'Emirato riguadagnò potere sulle terre georgiane, imponendo la propria signoria su molti principi ed obbligando i Bagration a pagare un tributo. Incoraggiato da questi successi, l'emiro cessò di riconoscere l'autorità suprema del Califfato. Il califfo al-Mutawakkil decise di reagire solo quando si ribellarono anche gli armeni. Nell'853 egli inviò nel Caucaso il generale turco Bugha il Vecchio allo scopo di riportare l'ordine. Nelle parole di Cyrill Toumanoff, la spedizione fu «segnata da particolare ferocia». Oltre a decapitare l'emiro ribelle, l'esercito abbaside saccheggiò ed incendiò Tbilisi. Molti nobili georgiani furono arrestati durante l'invasione. Alcuni di loro furono mandati come prigionieri a Samarra, capitale abbaside, e poi uccisi per aver rifiutato di convertirsi all'Islam. Tra questi il più noto fu Konstanti Kakhay, canonizzato dalla Chiesa ortodossa georgiana. Per l'Emirato di Tbilisi cessò ogni speranza di divenire uno Stato islamico indipendente. Dopo l'invasione gli Abbasidi decisero di non ricostruire estensivamente la città. Tale comportamento però finì per ridurre il loro prestigio e la loro autorità nella regione a tutto vantaggio dei Bagration.

### Il progressivo declino
L'invasione dell'853 provocò un sostanziale indebolimento dell'Emirato. Esso fu affidato alla tribù dei Banu Shayban, ma i califfi non permisero più che il suo potere crescesse. Nel frattempo, sotto Basilio I il Macedone (867-886), l'Impero bizantino sperimentò una rinascita politica e culturale, la quale stimolò i cristiani caucasici ad affrancarsi dal dominio arabo. I bagratidi d'Armenia e di Georgia acquisirono sempre più potere. La monarchia fu restaurata in Armenia nell'886 ed in Georgia (con il titolo di "Regno dei kartveli") tra l'888 e l'891. Questi due forti Stati cristiani separarono l'indebolito Emirato di Tbilisi dal Califfato abbaside, il quale godeva di una signoria solo teorica sui due regni restaurati.

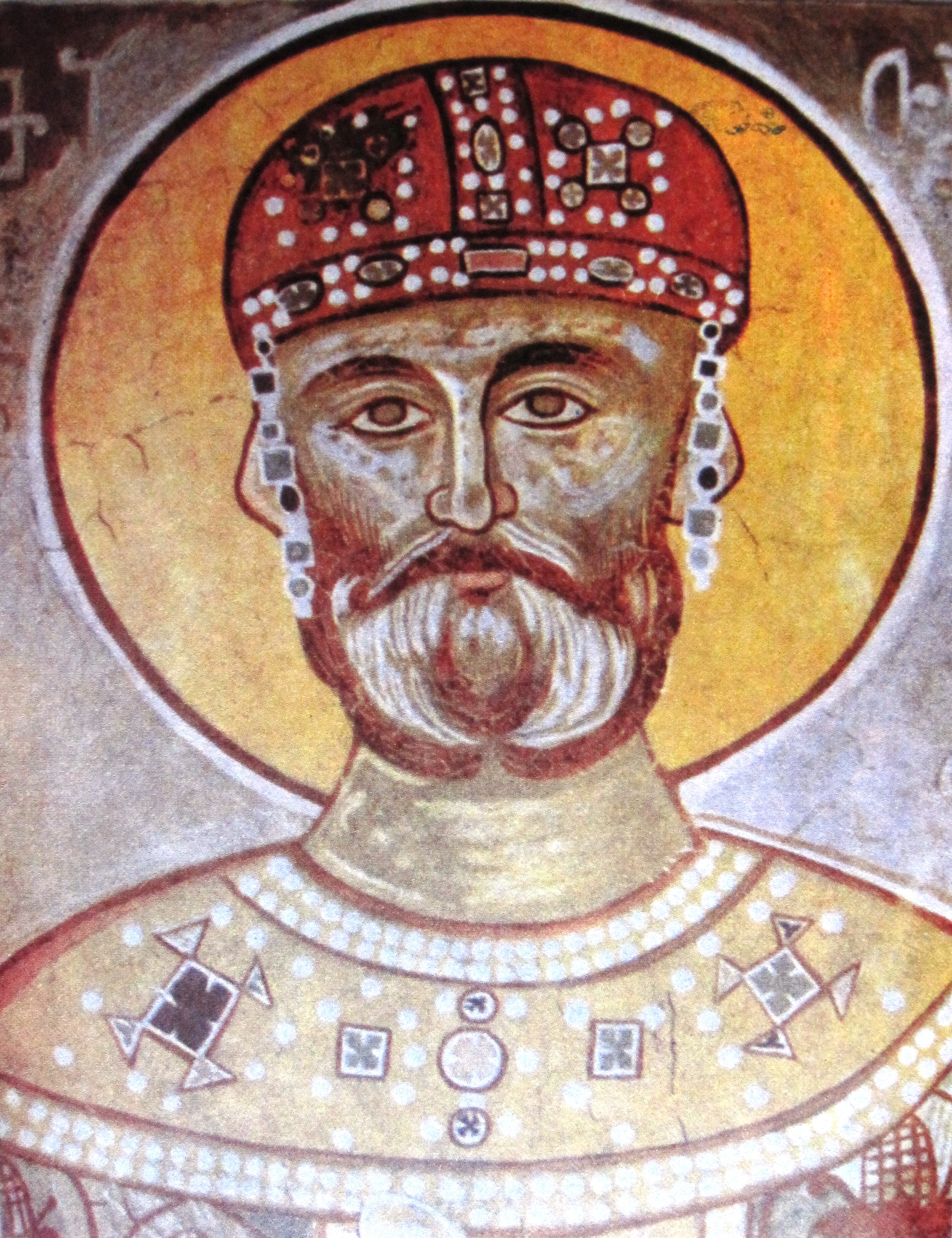
Davide IV

Un altro vassallo del Califfato, il sagide Yusuf ibn Abi'l-Saj, emiro dell'odierno Azerbaigian persiano, guidò nel 914 l'ultimo tentativo di restaurazione del dominio abbaside sul Caucaso. Tuttavia, l'invasione si rivelò politicamente fallimentare. Devastando le terre georgiane, Yusuf spinse i bagratidi a ripristinare la propria alleanza con Costantinopoli. Questa rinnovata alleanza con la maggiore potenza cristiana della regione garantì alla Georgia la libertà dall'interferenza araba e favorì una fioritura economica ed artistica.
Dopo quest'invasione gli arabi cessarono di giocare un ruolo significativo nella storia del paese. La progressiva unificazione del Regno di Georgia poté proseguire senza nuove intromissioni arabe. Solo Tbilisi ed i suoi dintorni continuarono ad essere guidati da un emiro, il cui legame con il Califfato divenne piuttosto tenue. Durante l'XI secolo i cittadini ricchi della capitale guadagnarono più potere, grazie soprattutto all'istituzione di un Consiglio degli Anziani ("tbileli berebi"). Esso mantenne in vita l'Emirato fondamentalmente per evitare la tassazione altrimenti dovuta ai re di Georgia. Il re Bagrat IV prese Tbilisi per ben tre volte (1046, 1049, 1062), ma non riuscì a conservarne il controllo.
Attorno al 1060 l'Impero selgiuchide rimpiazzò gli arabi nel ruolo di principale minaccia islamica contro la Georgia. Nel 1068 Alp Arslan nominò Fadlun di Ganja come emiro, ma quando costui morì, nel 1080, l'Emirato fu sottoposto al controllo del Consiglio degli Anziani. Nel 1121 il re georgiano Davide IV il Fondatore sconfisse i selgiuchidi nella battaglia di Didgori. Questa vittoria gli permise di entrare a Tbilisi nel 1122, ponendo fine a secoli di presenza araba nella città. Tbilisi perse la propria autonomia, ma divenne la nuova capitale del Regno di Georgia. La carica di emiro (in georgiano: ამირა, amira) sopravvisse a Tbilisi e altrove nella forma di un ufficiale georgiano di nomina reale. Nel XVIII secolo fu sostituita da quella di mouravi.

## Emiri di Tbilisi

### Shuabidi
- Ismail b. Shuab, (736-813)
- Mohammed b. Atab, (813–829)
- Ali b. Shuab, (829–833)
- Ishaq b. Ismail b. Shuab, (833–853)

### Shaybanidi
- Mohammed b. Khalil, (853–870)
- Isa b. ash-Sheikh ash-Shayban, (870–876)
- Ibrahim, (876–878)
- Gabuloc, (878–880)

### Jaffaridi
- Jaffar I b. Ali, (880–914)
- Mansur b. Jaffar, (914–952)
- Jaffar II b. Mansur, (952–981)
- Ali b. Jaffar, (981–1032)
- Jaffar III b. Ali, (1032–1046)
- Mansur b. Jaffar, (1046–1054)
- Abul-Haija b. Jaffar, (1054–1062)
- Consiglio degli Anziani, (1062-1068)
- Fadlun di Ganja, (1068–1080, nominato da Alp Arslan)
- Consiglio degli Anziani, (1080-1122)